# محمد دعاس
محمد دعاس (1 يوليو 1989) لاعب كرة قدم سوري يلعب حاليا لصالح نادي الدرجة الأولى الأهلي البحريني في مركز قلب الدفاع من 2016.

## الإنجازات

### الشرطة
- الدرجة الأولى (1): 2011-12